# Musiikkituottajat
Musiikkituottajat é uma empresa que representa as grandes ou pequenas gravadoras da Finlândia. É também associada ao IFPI.